# FE-Schrift

Modelo das letras maiúsculas e algarismos usados na fonte FE-Schrift para as placas alemãs de identificação de veículos. Note-se o uso especial das vogais acentuadas com Umlaut.

A FE-Schrift ou Fälschungserschwerende Schrift ("fonte antifalsificação") é uma fonte tipográfica usada em placas de identificação de automóveis. Suas letras e números monoespaçados são ligeiramente desproporcionais para impedir e dificultar modificações e para facilitar a legibilidade por dispositivos ópticos ou eletrônicos. O sistema foi desenvolvido na Alemanha, tornando-se obrigatório para as placas veiculares daquele país a partir de novembro de 2000.
A abreviatura "FE" deriva do adjetivo composto alemão "fälschungserschwerend", combinando o substantivo "Fälschung" (falsificação) e o verbo "erschweren" (impedir). Posteriormente, outros países introduziram o uso dessa fonte em suas placas veiculares, aproveitando-se dos benefícios trazidos pela FE-Schrift.

## Desenvolvimento
A motivação para a criação dessa fonte surgiu no final da década de 1970 em função do terrorismo do grupo comunista Fração do Exército Vermelho, quando se descobriu que o padrão então utilizado para as placas veiculares da então Alemanha Ocidental - a fonte DIN 1451 - era particularmente simples para modificar letras com um pouco de tinta ou fitas na cor preta: por exemplo, mudar um "P" para um "R" ou "B"; um "3" para um "8" ou um "L" ou "F" para um "E". As modificações de uma fonte FE são mais difíceis, uma vez que requerem também o uso de tinta branca, facilmente distinguível à distância, especialmente com o uso de películas retrorreflexivas, como as usadas em muitas placas contemporâneas, particularmente à noite.
O design original da fonte FE-Schrift foi criado por Karlgeorg Hoefer, que trabalhava para o Bundesanstalt für Straßenwesen (Instituto Federal de Pesquisa Viária da Alemanha) à época. A fonte foi ligeiramente modificada de acordo com o resultado de testes realizados entre 1978 e 1980 na Universidade de Gießen (Departamento de Fisiologia e Psicologia Cibernética). Enquanto a fonte DIN usava caracteres proporcionais, a fonte FE-Schrift é uma fonte monoespaço (com espaçamento diferente para letras e números) para aumentar a legibilidade por máquinas ópticas ou eletrônicas. A falsificação de caracteres na fonte FE-Schrift, como por exemplo "P" ou "R") aparece visivelmente desproporcional.
A publicação final na legislação alemã para o uso em placas veiculares inclui três variantes – normal ("Mittelschrift" - com os caracteres medindo 75 mm de altura e 47,5 mm de largura e dígitos com 44.5 mm de largura), estreita ("Engschrift" - com caracteres medindo 75 mm de altura e 40,5 mm de largura e dígitos com 38,5 de largura) e a pequena ("verkleinerte Mittelschrift" - com caracteres medindo 49 mm de altura e 31 mm de largura e 29 mm de largura). Na lista de caracteres estão inclusas as vogais com umlaut, que ocorrem nas letras iniciais, que distinguem os códigos de identificação regionais nas placas alemãs. A fonte estreita permite - se necessário - o uso de mais caracteres nas placas padrão.

## Processo de adoção
Quando a fonte FE-Schrift teve o projeto finalizado em 1980 a pressão por sua adoção já diminuíra. Sua distribuição foi promovida e reforçada por outro evento: a introdução das placas com características comuns aos países-membros da União Europeia. Alguns estados da Alemanha introduziram o novo modelo ao longo de 1994 e em 1 de janeiro de 1995 a mudança foi posta em lei nacionalmente através de uma lei federal que veio a incluir a fonte FE-Schrift como vinha sendo planejado desde a década de 1970. A mudança na legislação foi de encontro com a primeira zona Schengen a eliminar os postos fronteiriços em 1995. Com a extensão da zona Schengen em 1998, o novo design' encontrou aceitação em toda a União Europeia (inclusive para países fora da zona Schengen) eliminando através da oferta de uma alternativa à antiga exigência da Convenção sobre Trânsito Viário de Viena de uma plaqueta oval ou adesivo com o código do país em automóveis que circulassem no exterior, constituindo-se numa vantagem e numa facilidade para os cidadãos. A opção de emissão de placas sem a banda azul da UE e/ou com os caracteres na fonte antiga foi extinta em 1 de novembro de 2000. A fonte FE-Schrift é obrigatória desde então na Alemanha, ainda que as placas antigas continuem valendo.
Outros países, baseados no uso alemão, também introduziram placas antifalsificação usando a fonte FE-Schrift ou com algum modelo derivado. Valer-se do design original, incluindo a banda azul europeia, geralmente reduz os custos de produção, ainda que o custo e a responsabilidade da estamparia das placas variem conforme o país e a jurisdição.
O uso dessa fonte foi previsto no modelo para uso de todos os países-membros do Mercosul, bloco econômico sul-americano que em 2015 englobava Argentina, Brasil, Paraguai, Uruguai e Venezuela.

## Galeria

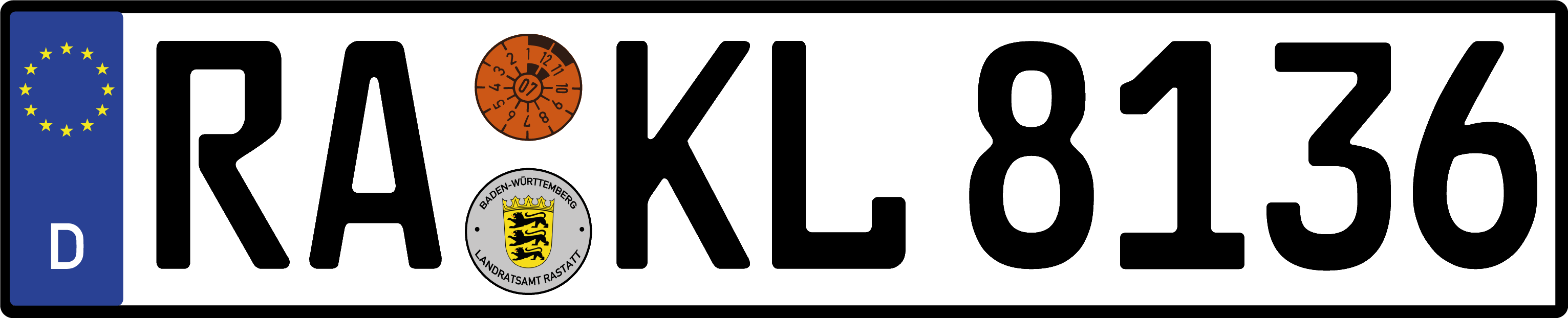
Alemanha (desde 1994)
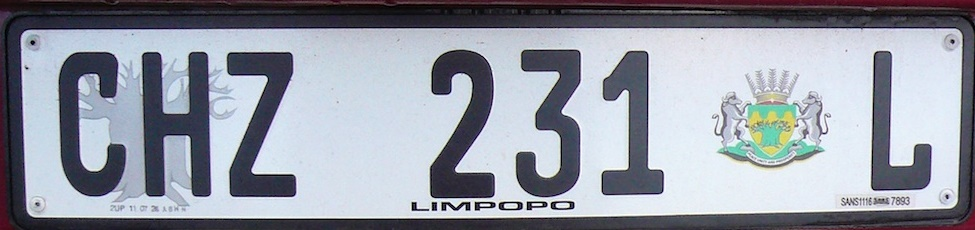
África do Sul
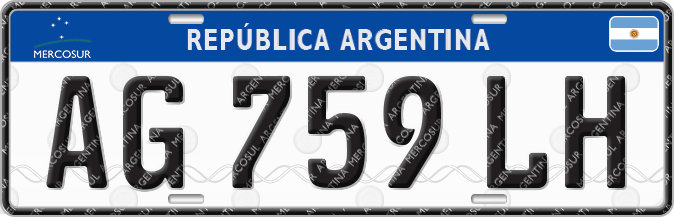
Argentina
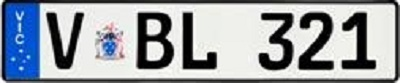
Austrália (Victoria)
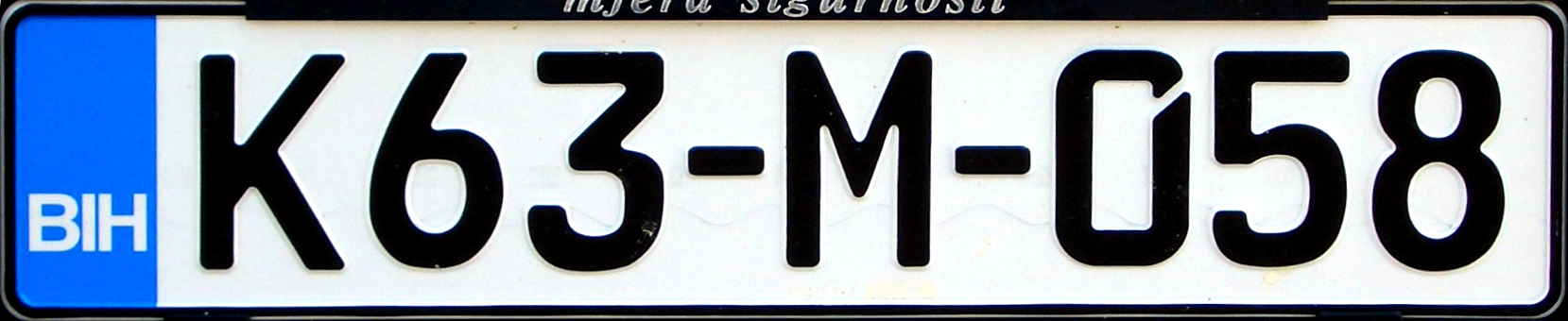
Bósnia-Herzegovina
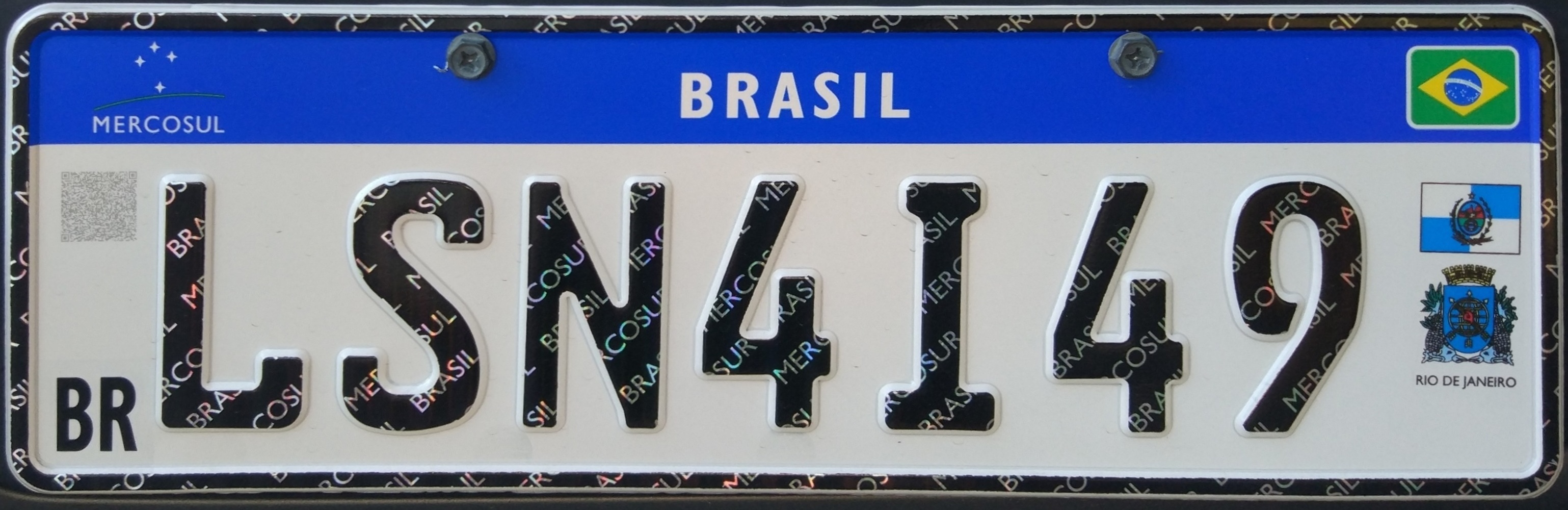
Brasil
Chipre (desde 2013)
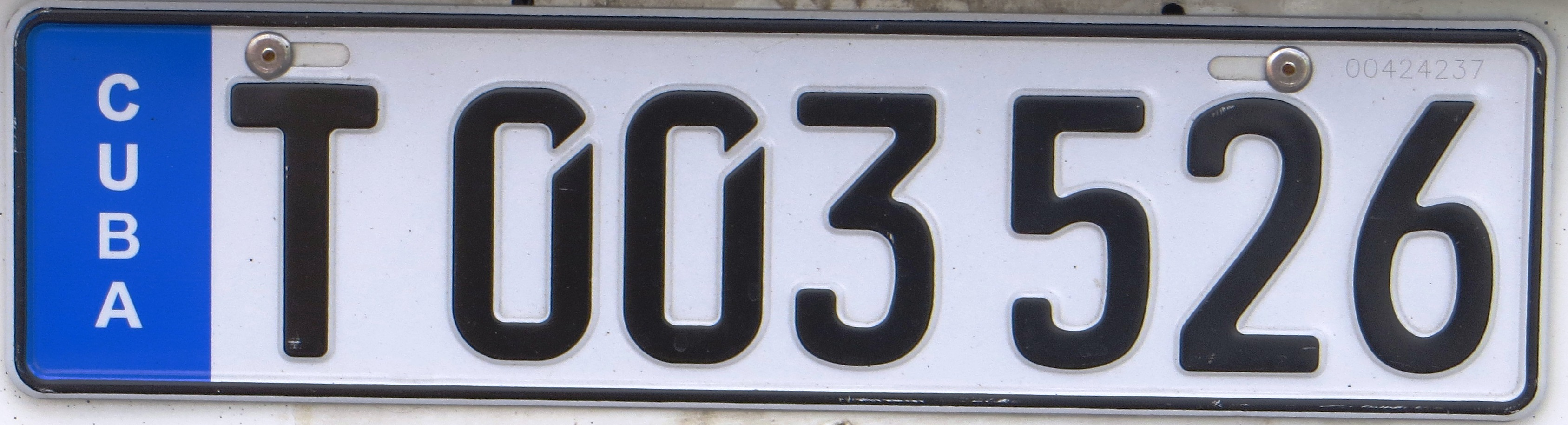
Cuba
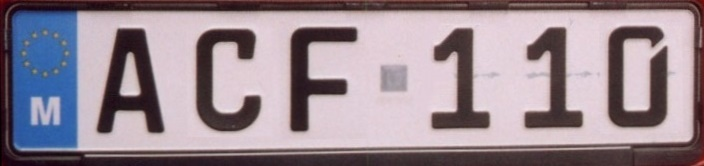
Malta
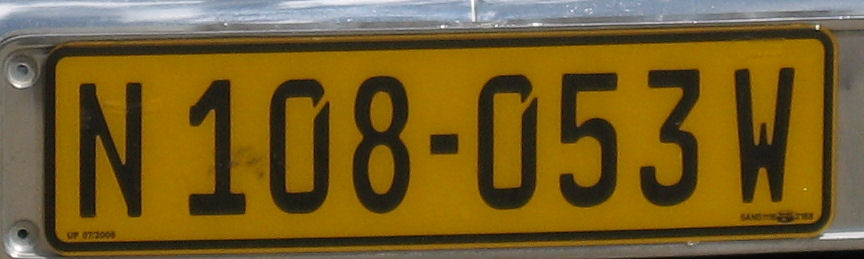
Namíbia
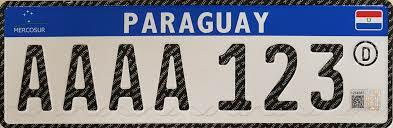
Paraguai
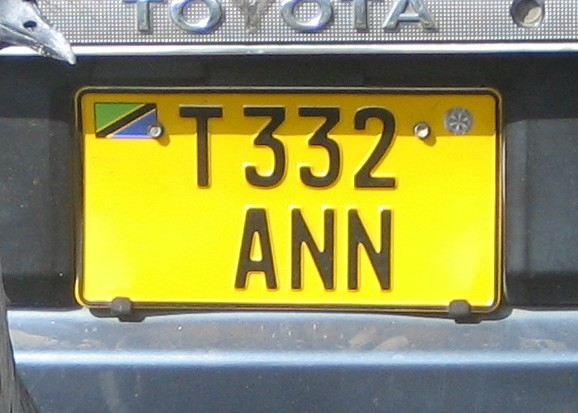
Tanzânia
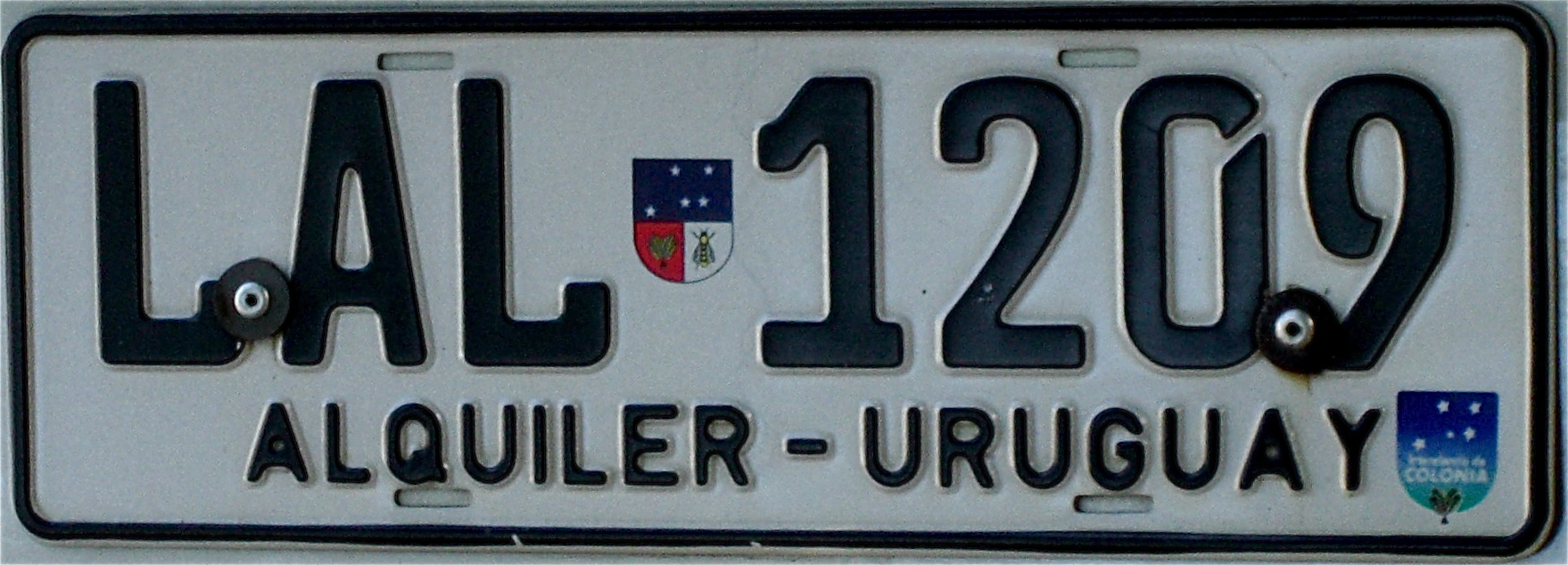
Uruguai